# 古穆瓦 (汝拉州)
古穆瓦（法語：Goumois，法語發音：[ɡumwa]）是瑞士汝拉州的一个旧市镇，是古穆瓦的瑞士部分，隔杜河与法国同名市镇相望。该旧市镇总面积为8.54平方千米，截至2007年1月1日总人口为92人。2009年，古穆瓦与市镇莱波姆拉并入市镇赛涅莱日耶。